# Sasha Ginsburg
Sasha Ginsburg (* 1958 in Magdeburg) ist ein deutscher Künstler.

## Leben und Werk
Sasha Ginsburg begann schon in früherem Alter zu malen. Zwischen 1976 und 1983 studierte er  bei Kurts Fridrihsons, Abram Bikov und  Vitaly Karkunov. Er zeigte seine Arbeiten in öffentlichen Ausstellungen. Seit seiner Übersiedelung nach Westdeutschland lebt Sasha Ginsburg in Osnabrück. Neben der Acrylmalerei experimentiert Ginsburg auch mit anderen Materialien und Techniken.  Er malt Porträts mit surrealistischen Zügen und er experimentiert mit dem Werkstoff Gold.

## Ausstellungen (Auswahl)
- 2012: „Psifas - Jüdisches Mosaik“, München
- 2011: „Jüdisches Mosaik“, Berlin[2]
- 2008:	„Von Angesicht zu Angesicht“, Osnabrück
- 2006: „Es lebt!“,  Lingen (zur Woche der Brüderlichkeit, gemeinsam mit Hartmut R. Berlinicke)
- 2005: „Jüdische Feste“, Bad Nenndorf
- 2001: Galerie Barkhau, Osnabrück
- 1999:	„Russische Künstler in Niedersachsen“, Glandorf
- 1997:	„Russische Künstler“, Volkshochschule Osnabrück
- 1995: Shapiro Gallery, Jerusalem, Israel
- 1993:	Horowitz Gallery, Toronto, Kanada
- 1986:	Galerie LeVine, Houston, USA
- 1980–1992: Verschiedene Ausstellungen in Lettland

Quelle: